# 香月蓮
香月 蓮（こうづき れん、10月4日 - ）は、 OSK日本歌劇団の元男役スター。滋賀県大津市出身。B型。

## 来歴・人物
- 小学生の頃に行った志摩スペイン村（テーマパーク）で初めてOSK日本歌劇団のショーに出会う。当時の華やかなレビューに魅了され、小学生ながらにOSKに入団することを決意。高校進学後、両親に内緒でOSKを受験した。
- 2004年、NewOSK日本歌劇団研修所（当時）へ入所。82期生。同期に真麻里都、虹架路万、白藤麗華がいる。
- 2006年4月、NewOSK日本歌劇団（当時）へ入団。同月の大阪松竹座・名鉄ホール『第三回 春のおどり』で劇団員としての初舞台を踏む。
- 以降、男役として活動。2007年、『真田幸村 ～夢・燃ゆる～』で入団2年目にして徳川家康役に抜擢された。
- 長身のスタイルから織り成す男役らしいダイナミックなダンスに定評があり、歌劇には珍しいツーブロックなどの斬新なヘアスタイルを取り入れた。
- 2014年6月、「OSK SHOW in オ・セイリュウ『HEART BEAT』」で初主演[注釈 1][2]以降もOSK Revue Caféでの主演を複数回務めた。
- 2017年1月、高槻現代劇場『高山右近伝 乱世なればこそ、永遠の勝利を―』で劇場公演初主演を務めるなど多くの公演で活躍した[3]。
- 2018年2月、「OSK Revue Café FINAL『invitation-Complete combustion-』」をもって退団[4]。
- 退団後は舞台を中心にライブ・OSK OG公演などでも活躍中。

## 主な舞台
研修生時代
2006年
- 2月、世界館『82期卒業公演 「STEP」～飛翔'06～』

入団後
2006年
- 4月、大阪松竹座・名鉄ホール『第三回春のおどり　義経桜絵巻／ハッピーゲーム　人生は素晴らしいゲーム！』
- 8月、森ノ宮ピロティホール『華麗なるメヌエット／情熱のコンチェルト』
- 9月、大阪松竹座『レビュー秋のおどり MOVE ON !!　なにわ祭り抄 躍る道頓堀／BE ON THE ROAD』
- 10 - 11月、たけふ菊人形『秋のコンチェルト～協奏曲～』

2007年
- 1月、世界館『桜の国よりごあいさつ』
- 1月、世界館『青春の残光 ～ある青年将校の愛と再生～』
- 2月、和歌山市民会館『華麗なるメヌエット－アマデウス伝説－／情熱のコンチェルト～協奏曲～』
- 2月、なら100年会館『Rhythm & Dance　お祭り行進曲／Rhythm＆Dance』
- 4月、大阪松竹座『第四回レビュー春のおどり「桜咲く国2007・輝く未来へ」桜・舞・橋／桜ファンタジア』
- 6月、たかいし市民文化会館『お祭り行進曲／Rhythm & Dance』
- 6月、世界館『カウボーイズ ～地平線の向こうには夢がある！？～』
- 8月、松下IMPホール『真田幸村 ～夢・燃ゆる～』- 徳川家康役
- 10 - 11月、たけふ菊人形『こしの都 夢と情熱と華の物語』
- 11月、京都南座『NewOSK レビュー in KYOTO　源氏千年夢絵巻 ロマンス／シャイニングOSK ベストセレクション』

2008年
- 1月、世界館『エトワール ～輝ける夢を抱いて～』
- 2月、上田市民会館『真田幸村 ～夢・燃ゆる～』
- 4月、大阪松竹座『第五回レビュー春のおどり「2008・春 いま、桜咲く」　お祝い道中 ～浪花ともあれ桜花爛漫～／Dream Step!』
- 7月、京都南座『レビュー in KYOTOⅡ　輪舞曲 ロンド 薫と浮舟／ミレニアム・ドリーム』
- 11月、世界館『Show Time ～世界館リバイバル公演～』

2009年
- 3月、大阪松竹座『レビュー春のおどり　桜彦 翔る！ ～必ず戻る 恋と友情のために～／RUN＆RUN』
- 7月、京都南座『レビュー in KYOTOⅢ　さくら颱風真夏の京も桜満開／DREAMS COME TRUE!』
- 9月、世界館『OSK秋祭り　STAR★MINE』

2010年
- 1月、サンケイホールブリーゼ『YUKIMURA　我が心 炎の如く／Burning Heart』
- 2月、いかるがホール『聖徳太子絵巻』
- 4月、大阪松竹座『春のおどり桜彦　翔る！エピソードⅡ～黄泉へ 桜ふたたび～／JUMPING TOMORROW!』
- 5月、大阪ビジネスパーク円形ホール『バンディット～霧隠才蔵外伝～』
- 7月、京都南座『レビュー in KYOTOⅣ　みやこ浪漫～RYOMA～／ダンシング・ラプソディ』
- 8月、世界館『infinity・インフィニティー翼を広げてー』[5]
- 10 - 11月、たけふ菊人形『龍馬の夢 ／Love Force』
- 12月、大阪国際交流センター『女帝を愛した男～ポチョムキンとエカテリーナ～』

2011年 
- 4月、大阪松竹座『春のおどり　～繚乱～ さくら桜サクラ／STARS LEGEND ～DANCE DANCE DANCE～』
- 5月、一心寺シアター倶楽『真田幸村 ～夢・燃ゆる～』
- 7月、京都南座『虹のおどり　安土ロマネスク～チョウサ ヤレヤレ チョウヤレ マッセ～／MIDSUMMER STEP ～リズム饗宴～』
- 9月、たかいし市民文化会館『シャイニング・パレード2011』
- 10 - 11月、たけふ菊人形『～戦国の絆／Passionne'～』
- 11月、九度山文化スポーツセンター『真田幸村 ～夢燃ゆる～』

2012年
- 1・2・5月、大阪ドーンセンター・三越劇場・北國新聞赤羽ホール『ADDIO／Dance of Joy』
- 4月、大阪松竹座『レビュー春のおどり　桜舞う九重に～浪花の春にいざ舞わん～／GLORIOUS OSK～リズム・コレクション～』 [6]
- 7月、京都南座『レビュー in Kyoto　ラブ・メルヘン シンデレラ・パリ／グラン・ジュテ ～今・私たちは跳ぶ～』
- 8月、大丸心斎橋劇場『レディレインの肖像 ～フランツその愛～』
- 10 - 11月、たけふ菊人形『盛疾風伝 大いなる武士／DIAMANTE』
- 12 - 2013年1月、オ・セイリュウ『OSK SHOW in オ・セイリュウ　～The Festival～』[7]

2013年
- 4月、日生劇場・大阪松竹座『春のおどり～桜咲く国　桜絵草紙／Catch a Chance Catch a Dream』
- 5月、ABCホール『SilverRose～天使の恋人～／The Festival』- ティム役[8]
- 8月、京都南座『レビュー in Kyoto　Love Traveler～幻の蝶を追って～／ネクステージ～夢を叶えるSong＆Dance～』 [9]
- 10 - 11月、たけふ菊人形『武生の鼓太郎～愛と友情のレジスタンス～／Wrapping! Clapping!』- 足立次郎役[10]
- 12月、高槻現代劇場『義の人～高山右近伝～／Wrapping! Clapping!』- 和田惟長役[11]

2014年
- 1月、たかいし市民文化会館『羽衣天女伝説～愛は時代を超えて～／Wrapping! Clapping!』- 星矢役[12]
- 5月、大阪松竹座『レビュー春のおどり　桜花抄／Au Soleil ～太陽に向かって』[13]
- 6・9 - 11月、オ・セイリュウ『HEART BEAT ～鼓動～』 [注釈 2][2][14]
- 8月、新橋演舞場『レビュー夏のおどり　桜花抄／Au Soleil ～太陽に向かって』 [15]

2015年
- 2月、セントラファエロ教会『OSK Revue Cafe　SWEETS SONG』[16]
- 4月、大阪ドーンセンター『狸御殿 ―HARU RANMAN―』- インド狸クリシュナ役[17]
- 6月、大阪松竹座『レビュー春のおどり　浪花今昔門出賑／Stormy Weather』
- 9月、大丸心斎橋劇場『紅に燃ゆる ～真田幸村 紅蓮の奏乱～』- 真田信之役[18][19]
- 10 - 11月、たけふ菊人形『紅に燃ゆる ～真田幸村物語（たけふ菊人形スペシャルバージョン）～』- 真田信之役
- 11月、サントミューゼ上田市交流文化芸術センター『紅に燃ゆる ～真田幸村 紅蓮の奏乱～』- 真田信之役
- 11月、京都南座『OSKレビュー in Kyoto　浪花今昔門出賑／Stormy Weather』[20]

2016年
- 1・2月、ナレッジシアター・銀座博品館劇場『カンタレラ2016～愛と裏切りの毒薬～』- ロドリゴ・ボルジア役[21]
- 3月、大阪ビジネスパーク円形ホール『狸御殿 ―HARU RANMAN―  狸吉郎勝舞編』[22]
- 4月、セントラファエロ教会『Passionista in OSK Revue Cafe』 主演
- 5 - 6月、銀座博品館劇場・おかやま未来ホール・近鉄アート館『紅に燃ゆる ～真田幸村 紅蓮の奏乱～』
- 7月、セントラファエロ教会『PassionistaⅡ「El verano caliente」in OSK Revue Cafe』 主演
- 9月、レストランローズガーデン『OSK Revue Cafe UP SIDE DOWN』 主演
- 11月、レストランローズガーデン『OSK Revue Cafe　UP SIDE DOWN chapter 2』 主演

2017年
- 1月、高槻現代劇場『「高山右近」伝』 劇場公演初主演[23]
- 1月、近鉄アート館『REVUE JAPAN　～GEISHA ＆ SAMURAI～』
- 3月、なら100年会館『紅に燃ゆる ～真田幸村 紅蓮の奏乱～』
- 4月、近鉄アート館『Precious Stones　LAPIS LAZULI ～ラピスラズリ～』[24]
- 6月、大阪松竹座『レビュー春のおどり　桜鏡 ～夢幻義経譚～／Brilliant Wave ～100年への鼓動～ 』
- 8月、セントラファエロ教会『OSK Revue Cafe「ROAD ～'cos Key is Chords～」』 主演
- 8月、新橋演舞場『レビュー夏のおどり　桜鏡 ～夢幻義経譚～／Brilliant Wave ～100年への鼓動～ 』
- 10月、YES-Theater『四季の宴 ～風雅流麗～』[25]

2018年
- 2月、セントラファエロ教会『OSK Revue Cafe「FINAL invitation-Complete combustion-」』 主演＊退団公演

### 出演イベント
- 2007年4月、とんぼりリバーウォーク『とんぼり桜まつり』
- 2007年5月、野崎観音『のざきまいり（イベント出演・ミニレビューショー）』
- 2007年5月、夢ステージin布施『東大阪市民「ふれあいまつり」』
- 2008年6月、ルシアスステージ『アポロ＆ルシアス ＯＳＫ日本歌劇団 レビューショー』
- 2008年10月、大阪城天守閣前特設ステージ『記念碑除幕式／真田幸村（ショートバージョン）』
- 2008年11月、万博記念公園『大阪「こころの再生」フェスティバル』
- 2008年11月、ルシアスステージ『レビューショー＆クリスマスツリー点灯式』
- 2009年1月、今宮戎神社『宝恵駕行列』
- 2009年4月、大阪国際交流センター『大阪上町春めぐり トーク＆ミュージカル』
- 2009年7月、いかるがホール『桜花昇ぼるオンステージ  SONG for you』
- 2009年10月、大阪城公園『水と歴史の都 大阪ウオーク　 戦国武将”真田幸村”オンステージ』
- 2009年11月、ルシアスステージ『ミニレビューショー＆クリスマスツリー点灯式』
- 2010年2月、通天閣特設会場『通天閣「福豆まき」』 （ゲスト参加）
- 2011年1月、いかるがホール『SONG FOR YOU 2011』
- 2011年2月、心斎橋クラブクアトロ『桐生麻耶ライブ「Lantana」』
- 2012年1月、いかるがホール『桜花昇ぼるオンステージ「Song for you 2012」』
- 2012年4月、大阪松竹座『創立90周年感謝の夕べ ～夢の絆～』
- 2014年1月、いかるがホール『SONG FOR YOU 2014』
- 2014年10月、史跡 難波宮跡『中秋名月祭 大阪2014　ミニレビューショー』
- 2017年4月、インテックス大阪会場内UTAGE館『’17食博覧会・大阪』[注釈 3]
- 2017年11月、御堂筋オータムパーティ2017「御堂筋ランウェイ」』

## OSK日本歌劇団退団後の主な活動

### 舞台
2019年
- 1月、『藍寫眞～アオシャシン～』（シアターグリーン）[26]
- 4月、『OSK OG公演 霧のかなたに ー真田幸村と兄・信幸ー／花の大阪 極楽レビュー 「翔」』（COOL JAPAN PARK OSAKA TTホール）[27]
- 11月、『仮面舞踏会〜マスカレード』（西宮プレラホール）- アンリ・タルデュー役[28]

2020年
- 2月、『光の彼方に～蒼き湖の伝説～』（栗東芸術文化会館さきら）[注釈 4][1]
- 3月、『蒼き空には嵐は吹かず』（公演中止）[29]

2021年
- 1月、『千代丸劇団新春特別公演』[注釈 5][30]
- 2月、『ウタガタリ～旅人～』[注釈 6][31]
- 8月、『藤の扇』（西宮市フレンテホール）[32]

2022年
- 1月、『千代丸劇団 新春特別公演』（希来里ホール）[注釈 7]
- 7月、『GOHCAGO〜御加護〜』（近鉄アート館）[注釈 8][33]
- 11月、『楽園のヴァニタス』（世界館）[34]

2023年
- 5月、『藤の扇』（西宮市フレンテホール）- 有馬宗二郎役[35]

2024年
- 3月、『spring review show ～艶やかに～』[36]
- 5月、『OSK日本歌劇団 OG公演「Eternal Glory」』（大阪松竹座）[37]
- 8月、『Dream Fantasy』[38]

### ライブ
- 2018年3月、『RENewal』[39]
- 2019年2月、『香月 蓮 Solo LIVE』[40]
- 2022年8月、『大曽根クルール主催 役者SINGER!!8月号』[41]

## ディスコグラフィー

### シングル
|  | 発売日         | タイトル               | 規格品番   | JAN           |
|  | -------------- | ---------------------- | ---------- | ------------- |
|  | 2018年08月01日 | パラドックス de ピュア | TRENO-0033 | 4582336783322 |

### アルバム
|  | 発売日       | タイトル | 規格品番 | JAN           |
|  | ------------ | -------- | -------- | ------------- |
|  | 2020年2月5日 | SIREN    | TRENO-39 | 4582336783384 |